# Albert Batlle
Albert Batlle i Bastardas (Barcelona, 1953) es un abogado, político y gestor público español que ha desarrollado gran parte de su trayectoria profesional en el Ayuntamiento de Barcelona y en la Generalidad de Cataluña. Es licenciado en Derecho por la Universidad de Barcelona. Actualmente es teniente de alcalde de Prevención y Seguridad, en el Ayuntamiento de Barcelona.

## Biografía
Nacido en Barcelona en 1953, se crio el barrio de San Gervasio. Cursó los primeros estudios en la escuela Nausica y los secundarios al Instituto Menéndez Pelayo. Se unió al escultismo en la AE Jaume Balmes de Minyons Escoltes, donde permaneció hasta finales de la década de 1970. En la universidad tomó contacto con grupos de estudiantes de izquierda catalanista como por ejemplo Estudiantes Revolucionarios (vinculado al Partit Socialista d'Alliberament Nacional). En 1975 se integró en Convergència Socialista de Catalunya y participó en el proceso de creación del Partido de los Socialistas de Cataluña, donde militó y ejerció varios cargos orgánicos (Comisión Ejecutiva Nacional, etc.). Entre los años 1977 y 1983 ejerció la abogacía.

### Trayectoria política
En 1983 inició su trayectoria política como concejal en el Ayuntamiento de Barcelona con varias responsabilidades, entre otras como concejal de Deportes (1995-2003), concejal del distrito de Horta-Guinardó, y como miembro del área de Deportes de la Diputación Provincial de Barcelona. A finales del año 2003 fue nombrado Secretario de Servicios Penitenciarios, Rehabilitación y Justicia Juvenil, órgano adscrito al Departamento de Justicia de la Generalidad, cargo que desarrolló hasta enero del año 2011. En 2011 fue nombrado director adjunto de la Oficina Antifraude de Cataluña.

### Dirección de los Mozos de Escuadra
El 10 de junio de 2014 fue nombrado director general de la Policía de la Generalidad de Cataluña, en sustitución de Manel Prat i Peláez. Tres años después, el 17 de julio de 2017 presentó su dimisión ante el consejero de Interior, Joaquim Forn, a falta de dos meses y medio para la fecha anunciada por el Gobierno para la celebración del referéndum de independencia del 1 de octubre de 2017, de acuerdo a diferentes medios de comunicación su dimisión se debió a motivos políticos referentes al futuro referéndum de independencia. Su sucesor fue Pere Soler i Campins.

### Actividad posterior
En marzo de 2019 se incorporó a Units per Avançar.